# Пулскамп, Джон
Джон Пулскамп (англ. John Pulskamp; род. 19 апреля 2001, Бейкерсфилд, Калифорния) — американский футболист, вратарь клуба «Спортинг Канзас-Сити». Участник Олимпийских игр 2024 в Париже.

## Клубная карьера
Пулскамп — воспитанник клубов «Сентрал Калифорния Ацтекс», «Реал Со Каль» и «Лос-Анджелес Гэлакси». В 2019 году Джон подписал контракт с Спортинг Канзас-Сити. 7 мая в матче против «Луисвилл Сити» игрок дебютировал за дублирующий состав клуба в USL. 18 апреля 2021 года в матче против «Нью-Йорк Ред Буллс» он дебютировал в MLS.